# Джерело № 2 (Новоселиця)
Джерело № 2 — гідрологічна пам'ятка природи місцевого значення в Україні. Розташована на території Ужгородського району Закарпатської області, неподалік від західної околиці села Новоселиця.
Площа 0,3 га. Статус отриманий у 1984 році. Перебуває у віданні: Новоселицька сільська рада.
Вода вуглекисла, гідрокарбонатно-хлоридно-натрієво-кальцієва. Заг. мінералізація — 2,7 г/л. Мікроелементи — марганець, кремнієва кислота. Для лікування захворювань органів травлення.